# Simfonia en do (Stravinski)
La Simfonia en do d'Ígor Stravinski va ser composta entre 1939 i 1940, durant un període particularment turbulent de la vida del compositor. Es trobava encara de dol per les mort de la seua filla l'any 1938 de tuberculosi, la seua muller al març de 1939 i la de sa mare al juny del mateix any. La Segona Guerra Mundial el va obligar a deixar París, on havia començat a treballar en la simfonia i va embarcar-se en un segon exili cap als Estats Units d'Amèrica. Va concloure els dos darrers moviments a Beverly Hills.
L'estil de la simfonia és representatiu del seu període neoclàssic que havia començat amb la composició de l'Octet i del ballet Pulcinella. Tot i presentar una estructura estàndard en quatre moviments, l'obra presenta canvis abruptes entre les seccions, com en les obres més avantguardistes de l'autor. Ha estat descrita com un "retrat cubista", com si els diferents fragments, situats en el lloc correcte, foren observats des de diferents angles. Stravinski mantenia que els moviments compostos a França - els dos primers - eren més clàssics.
Consta de quatre moviments i té una durada de prop de 30 minuts: 
- Moderato alla breve
- Larghetto concertante
- Allegretto
- Largo – Tempo giusto alla breve

Va ser estrenada per l'Orquestra Simfònica de Chicago el 7 de novembre de 1940, dirigida pel mateix Stravinski.